# Kinmel Bay
Kinmel Bay è un centro abitato del Galles, situato nel distretto di contea di Conwy.